# Frans Oscar Nyzell
Frans Oscar Nyzell, född 16 september 1863 i Eskilstuna, död 11 mars 1913 i Stockholm, var en svensk ciselör och ståletsare. 
Han var son till smeden Frans Oscar Nyzell och Fredrika Albertina Tunberg och gift första gången 1885 med Augusta Elfrida Bergströmsson och andra gången från 1894 med Julia Henrietta Eklund som drev etsarverkstaden vidare efter Nyzells död 1913. Han var först verksam i Eskilstuna där han utförde konstnärlig etsning för olika knivfabriker men flyttade sin verksamhet till Stockholm 1900. Han anställdes som lärare i ståletsning vid Högre konstindustriella skolan 1886.